# 普盧姆斯約赫山
47°27′24″N 11°36′40″E / 47.45667°N 11.61111°E

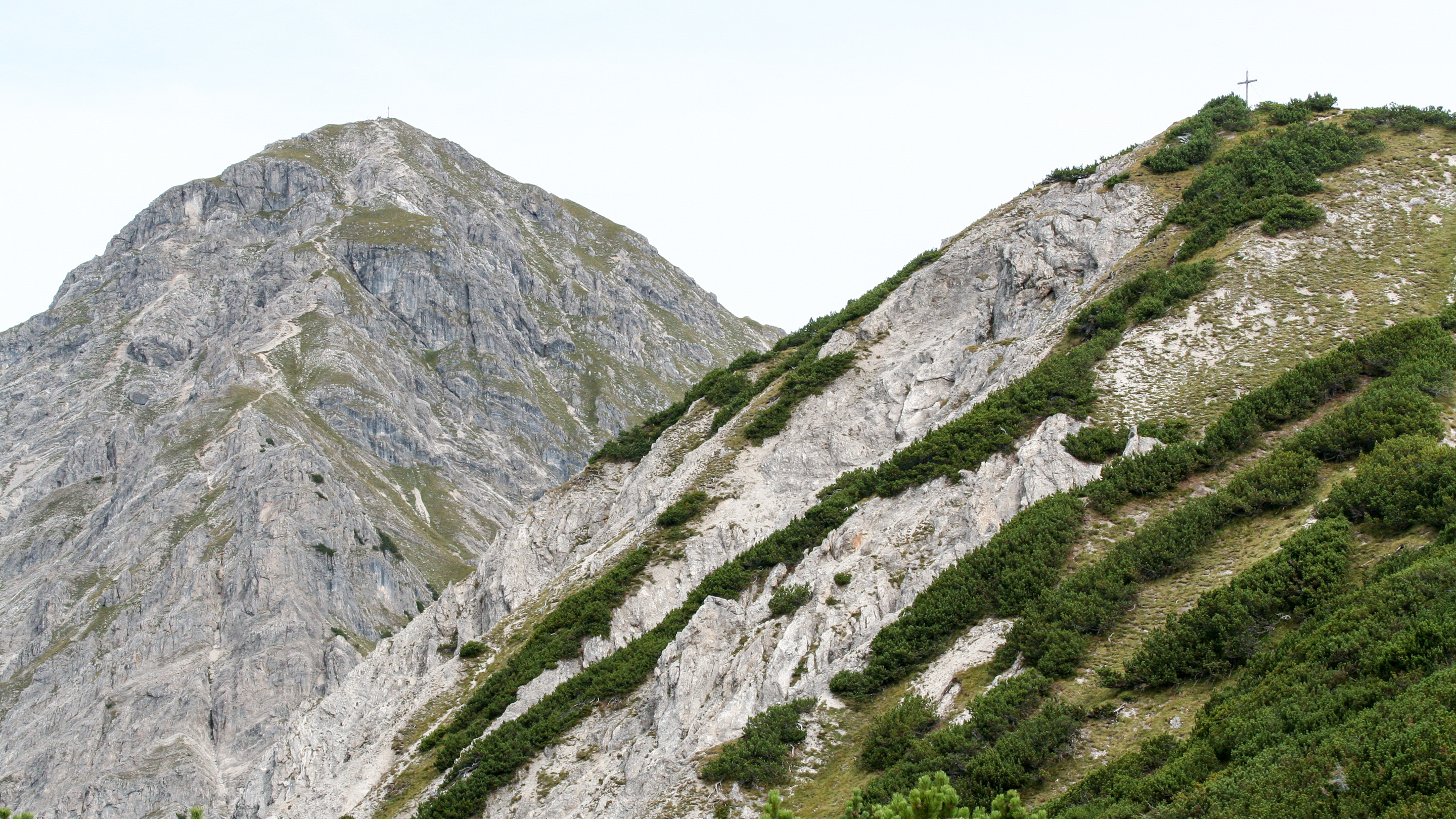

普盧姆斯約赫山（德語：Plumsjoch），是奧地利的山峰，位於該國西部，由蒂羅爾州負責管轄，屬於卡爾文德爾山脈的一部分，距離蒙德沙因峰0.7公里，海拔高度1,921米。